# Académie royale danoise de musique
L'Académie royale danoise de musique (en danois : Det Kongelige Danske Musikkonservatorium) est une école supérieure de musique fondée en 1825 à Copenhague par Giuseppe Siboni de Forlì puis refondée en 1867 par les compositeurs Johan Peter Emilius Hartmann et Niels Gade.

## Historique
Cette académie est la plus ancienne et la plus importante institution professionnelle d'éducation musicale du Danemark et compte environ 400 élèves. La reine Margrethe II du Danemark est la protectrice de l'institution.

## Directeurs
- 1867-1890 : Niels Gade
- 1890-1899 : Johann Peter Emilius Hartmann
- 1899-1915 : Otto Malling
- 1915-1930 : Anton Svendsen
- 1930-1931 : Carl Nielsen
- 1931-1947 : Rudolph Simonsen
- 1947-1954 : Christian Christiansen

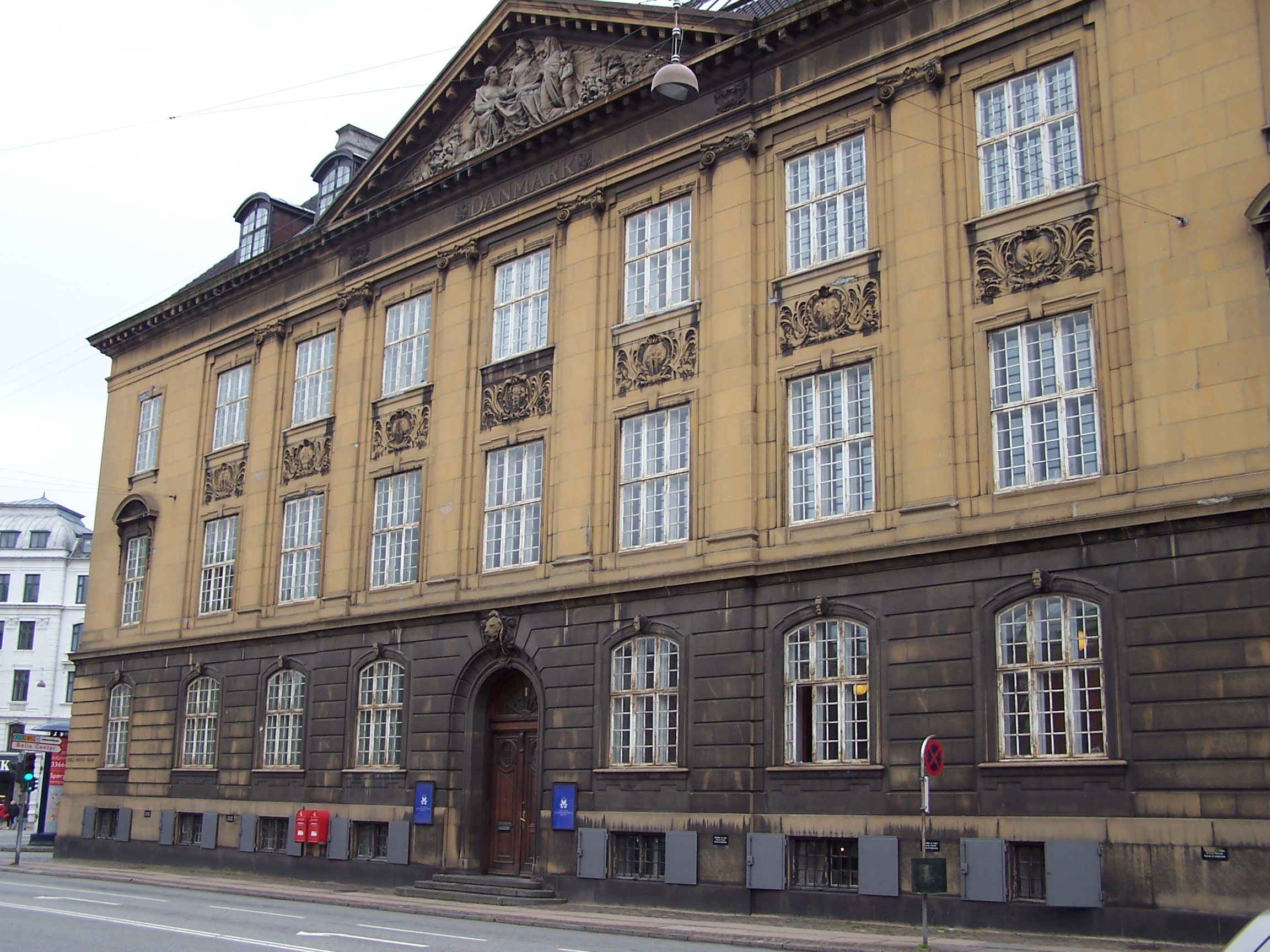
L'Académie royale danoise de musique (ancien bâtiment).

- 1954-1955 : Finn Høffding
- 1956-1967 : Knudåge Riisager
- 1967-1971 : Svend Westergaard
- 1971-1975 : Poul Birkelund
- 1979-1986 : Anne-Karin Høgenhaven
- 1992-2007 : Steen Pade
- 2007- : Bertel Krarup